# RheinTreue (Schiff, 1971)
Die RheinTreue ist ein Fahrgastschiff, das anlässlich der Bundesgartenschau 1971 in Köln als Marijke in Dienst gestellt wurde. Sie war das dritte Schiff ihrer Klasse. 

## Geschichte
Mit der Eröffnung der Bundesgartenschau diente das Schiff als Fähre und verband die Ausstellung im Rheinpark und in der Riehler Aue miteinander. Der erste Eigentürmer war die Schmitz Schiffsgemeinschaft in Bonn. Nach der Bundesgartenschau wurde sie in der Sommersaison für Rundfahrten eingesetzt. Zudem fanden an Samstagen Abendfahrten und in den Sommerferien Tagesfahrten statt. Die Schwesterschiffe hießen Vreneli, Madeleine und Ursula. Die RheinTreue ist das letzte Schiff ihrer Klasse, das noch in Köln im Einsatz ist. Die Schwesterschiffe befinden sich in Ungarn.
Von November 2010 bis 2011 erfolgte eine Modernisierung der Inneneinrichtung des Schiffs. Es wurde eine moderne Heizung eingebaut, eine Küche eingerichtet und eine LED-Beleuchtungsanlage installiert. Zurzeit (2025) gehört das Schiff zur Weißen Flotte Rhein. Es ist auf dem Rhein als Tagesausflugsschiff zwischen Bonn und Köln im Einsatz und kann für Veranstaltungen gemietet werden. Oft wird es für Hochzeiten und Trauungen gebucht.

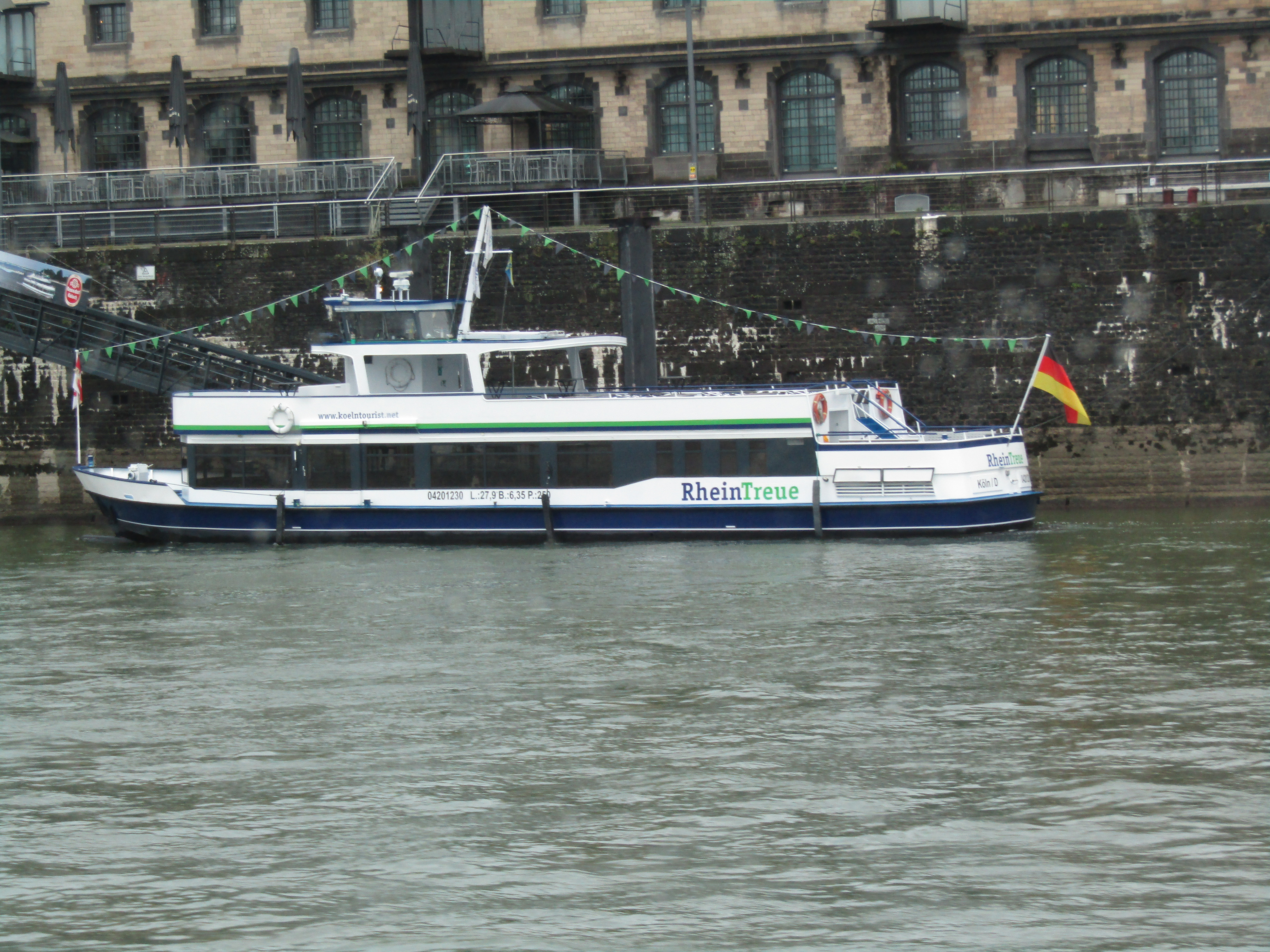
Die RheinTreue am Anleger in Köln

## Das Schiff
Gebaut wurde das Fahrgastschiff bei der Lux-Werft in Mondorf. Es ist 27,90 Meter lang, 6,35 Meter breit und hat einen mittleren Tiefgang von einem Meter. Angetrieben wird das Schiff von einem Iveco-Dieselmotor mit einer Leistung von 180 Kilowatt über einen Schottel-Ruderpropeller. Zur Stromerzeugung steht ein Iveco-Dieselmotor mit einer Leistung von 80 Kilowatt zur Verfügung.
Die RheinTreue ist für die Beförderung von maximal 250 Fahrgästen zugelassen. Das Bord-Restaurant bietet 48 Gästen Platz. Auf dem teilweise überdachten Oberdeck befinden sich 100 Sitzplätze. Es sind behindertengerechte Toiletten vorhanden. Das Schiff ist in Köln registriert.